# Bridge of Earn
Bridge of Earn är en ort i Storbritannien.   Den ligger i kommunen Perth and Kinross och riksdelen Skottland, i den norra delen av landet, 600 km norr om huvudstaden London. Bridge of Earn ligger 11 meter över havet och antalet invånare är 2 231.
Terrängen runt Bridge of Earn är kuperad österut, men västerut är den platt. Bridge of Earn ligger nere i en dal. Runt Bridge of Earn är det ganska glesbefolkat, med 39 invånare per kvadratkilometer. Närmaste större samhälle är Perth, 5,4 km norr om Bridge of Earn. Trakten runt Bridge of Earn består i huvudsak av gräsmarker.
Kustklimat råder i trakten. Årsmedeltemperaturen i trakten är 6 °C. Den varmaste månaden är juli, då medeltemperaturen är 13 °C, och den kallaste är december, med −3 °C.

## Kända personer
- James Hope Grant (1808-1875), brittisk amiral.